# Lymantria obfuscata
Lymantria obfuscata is een vlinder uit de familie van de spinneruilen (Erebidae), onderfamilie donsvlinders (Lymantriinae). De wetenschappelijke naam van de soort is voor het eerst geldig gepubliceerd in 1865 door Walker.
Deze nachtvlinder heeft een spanwijdte van 15-16 millimter, de vleugels van de vrouwtjes zijn echter gereduceerd en het vrouwtje kan er niet tot nauwelijks mee vliegen. De rups wordt 23 tot 30 millimter lang en is polyfaag. 
De soort kent één jaarlijkse generatie die vliegt van eind juni tot in augustus en overwintert als ei. De rupsen komen eind maart, begin april uit de eitjes. De rupsen eten alleen 's nachts en verpoppen vooral begin juli.
De soort komt voor in Afghanistan, Pakistan en het noorden van India.